# 狭山市
狭山市（さやまし）は、埼玉県の南部に位置する市。
人口は約15万人で、久喜市に次ぐ県内12位。1954年（昭和29年）市制施行。

## 概要

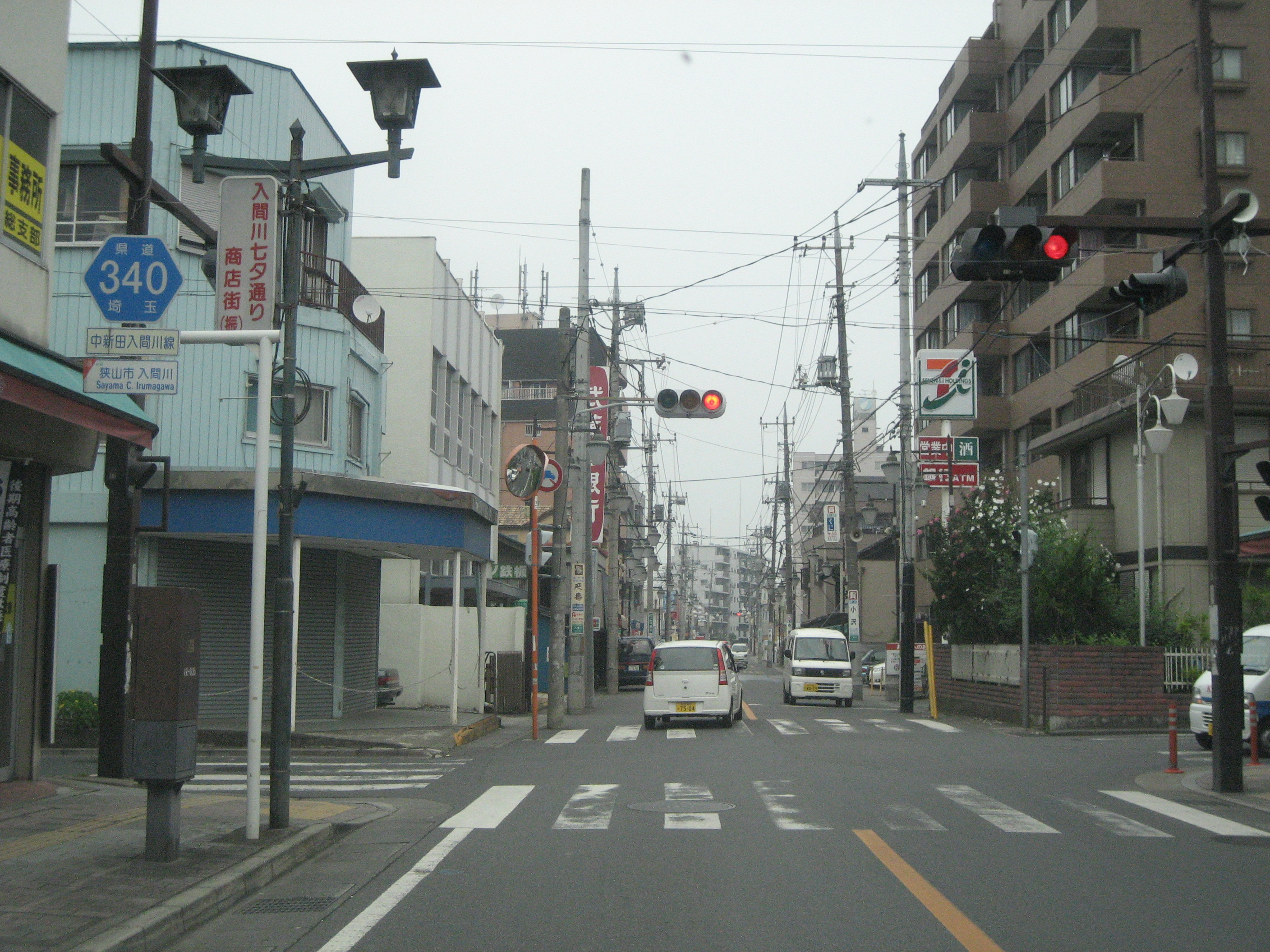
入間川七夕通り

市域を西武鉄道の2路線が通る。1960年代以降東京郊外のベッドタウンとなり人口が急増した。近年では高度成長期に移り住んできた市民の高齢化（少子高齢化）が進む一方で、新規転入者は減少している。都心回帰現象の影響が大きい。2005年国勢調査では鳥取県を上回る社会人口減少率を記録した。2012年、西武新宿線狭山市駅西口地区再開発整備事業が完了した。航空自衛隊の入間基地は市役所の南に位置し、9割が狭山市域にある（1割は入間市域）。

## 地理・気候
市域の南西（入間・飯能方面）から北東（川越方面）にかけて一級河川の入間川が流れる。流域は沖積層の低地帯が広がっている。市の中心となる地域にも入間川という住所（旧入間川町の名残り）がついており、この川は街のシンボルにもなっている。
入間川両岸には河岸段丘が形成されており、右岸は武蔵野台地、左岸は入間台地と呼ばれる台地からなっており、狭山市はその2つの台地上に属する。どちらの台地も洪積層からなり、比較的平坦である。
市街地は、おもに国道16号と西武新宿線を軸として形成されている。市名の由来である「狭山茶」の茶畑は、入曽・堀兼地区に多い（なお、市名の由来ではあるものの、隣の入間市の方が生産量は多い）。また、奥富地区には田圃も多く見られる。
周りに遮蔽物が少ないようなところでは、北方に日光・那須、西方に秩父の各連山、西南方には、はるかに富士山を遠望することができる。
隣接している自治体は、入間市、川越市、所沢市、飯能市、日高市。
気候は温暖湿潤であるが、同じ県内西部の秩父や鳩山ほどではないものの県南東部（さいたま市など）よりも内陸性の特徴を持ち、最高気温は39.0℃、最低気温は－5.3℃と寒暖差が大きい。年間平均気温は15.2℃で、夏季は高温多湿、冬季は低温乾燥の傾向にある。また、年間総雨量は1260mmである。
- 河川: 入間川、不老川

## 歴史
- 古代 - 武蔵国入間郡に属する。
- 716年（霊亀2年）- 新たに高麗郡が設置される。中世以降、入間川西岸の一部地区が高麗郡に属する。
- 中世 - 入間川宿が鎌倉街道上道の宿場町として栄える。鎌倉街道上道は入間川宿で上野国方面と下野国方面に分岐していた。
- 1353年 （正平8年/分和2年)  - 鎌倉公方足利基氏が上杉氏勢力に対抗するため、一時的に鎌倉府を入間川の入間川御陣（現在の徳林寺付近）に設置する。
- 近世 - 川越藩領や天領となる。天領は旗本知行地として旗本小笠原氏の所領となっていた。
- 近世中期 - 武蔵野の新田開発により三富新田などとともに不老川流域が開墾され、入間・堀兼の住民が増える。
- 1868年（慶応4年）7月12日（旧暦5月23日） - 渋沢成一郎の率いる振武軍と新政府軍が笹井河原で交戦。飯能戦争の発端となった[4][5]。
- 1894年（明治27年） - 川越鉄道が開通。入間川駅（現・狭山市駅）・入曽駅開業。
- 1933年（昭和8年） - 武蔵野鉄道稲荷山公園駅が開業。
- 1938年（昭和13年） - 陸軍航空士官学校（現入間基地）が開設。
- 1945年（昭和20年） - 戦後進駐軍に接収され「ジョンソン基地」になる。
- 1954年（昭和29年）7月1日 - 入間郡入間川町・入間村・堀兼村・奥富村・柏原村・水富村が新設合併し市制施行で、狭山市となる。合併当時の人口は31,030人[6]。
- 1958年（昭和33年） - ジョンソン基地の米軍機が市内で墜落事故を起こし、死傷者14名を出す。
- 1963年（昭和38年）
  - 狭山事件が発生。同和問題との関わりや警察の捜査のあり方などをめぐって注目された。
  - ジョンソン基地が返還され、航空自衛隊入間基地となる。
- 1960年代から、市内の工場・宅地開発が進み、人口が急速に増加する。
- 1964年（昭和39年） - 新狭山駅が開業。
- 1966年（昭和41年） - 川越狭山工業団地が完成。
- 1970年（昭和45年） - 日本住宅公団（現：都市再生機構）狭山台団地の造成開始。
- 1973年（昭和48年） - 狭山工業団地が完成。
- 1975年（昭和50年） - 日本住宅公団狭山台団地が完成、入居開始。
- 1977年（昭和52年） - 狭山市立中央児童館に埼玉県内初となるプラネタリウムを設置。
- 1978年（昭和53年）9月8日 - 狭山市上奥富の住宅地に航空自衛隊T-33が墜落。乗員2人が死亡、住宅などが延焼[7]。
- 1979年（昭和54年） - 西武新宿線入間川駅が狭山市駅と改称。
- 1983年（昭和58年）4月1日 - 入間市との境界変更。現在の市域となる。
- 1984年（昭和59年） - 人口が15万人を突破。
- 1986年（昭和61年）4月1日 - 第2代市長町田佐一が死去、その後の市長選挙で第3代市長に大野松茂が選出される。
- 1999年（平成11年）11月22日 - 航空自衛隊のT-33Aが入間川河川敷に墜落し、殉職者2名を出す。
- 2000年（平成12年）6月9日 - 財団法人日本品質保証機構（JQA）より市役所本庁舎を対象にISO14001を認証取得。
- 2003年（平成15年）6月19日 - 第4代市長町田潤一が死去、その後の市長選挙で第5代市長に仲川幸成が選出される。
- 2005年（平成17年）1月30日 - 「入間市との合併に関して市民の意思を確認するための住民投票」が行われ、投票の結果、入間市との合併は中止になる。
- 2008年（平成20年） - 狭山市観光協会により狭山市中心市街地活性化推進事業イメージキャラクター（ゆるキャラ）・観光大使「七夕の妖精おりぴぃ」使用開始。
- 2010年（平成22年）2月1日 - 全国瞬時警報システム（J-ALERT）整備完了。
- 2012年（平成24年）7月18日 - 狭山市駅西口に狭山市市民交流センターが開所。これをもって狭山市駅西口地区再開発整備事業が完了した。
- 2013年（平成25年） - 「七夕の妖精おりぴぃ」を狭山市公式イメージキャラクターに制定。
- 2014年（平成26年）7月27日 - 市制施行60周年を記念し、狭山市民会館大ホールにて「NHKのど自慢」の公開放送が行われた[8]。
- 2017年（平成29年） - 市内小中学校の全普通教室にエアコンを完備する。

### 市名の由来
狭山丘陵及び市内の特産物「狭山茶」に由来する。狭山市域に狭山丘陵は含まれていない。
江戸時代後期に編纂された『新編武蔵風土記稿』では、狭山は、狭山丘陵を指し、「狭山」という表現は山の名称の如く用いていた。国土地理院明治41年測図「青梅」には、狭山丘陵部に、別の狭山村（現在の東京都東大和市狭山町）もある。

### 入間市との合併構想
この構想は、かつての入間川町と豊岡町の合併構想にまで遡るものである。戦中の1943年（昭和18年）には2町と入間村、堀兼村、奥富村、柏原村、水富村、藤沢村（現在は入間市）、東金子村（現在は入間市）の7村による合併が内定（新市名は「入間市」）したが3ヶ月で頓挫、戦後の昭和の大合併が進展していた時期には現在の狭山市・入間市域に所在した町村全部を一つの市にまとめるという合併構想があり、埼玉県も推進していた。またこれとは別に、江戸時代の武蔵野の新田開発によって開墾されたという共通の歴史を持ち、いずれも不老川流域にあたる入間村、堀兼村、宮寺村（現在は入間市）、藤沢村（現在は入間市）の4村が「農業都市」として合併し、将来的には共に境を接する所沢市（隣接地域は同じく共通の歴史を持つ三富新田にあたる）への編入をも計画するという動きも見られた。しかし西武鉄道路線やバス路線・道路など交通事情との関わりもあり、結局関係が最も深かった町村がまとまって現在の形に落ち着き、狭山市市政施行後は合併構想が提起されることは少なくなっていた。しかし平成の大合併の流れを受け、2000年頃から入間市との合併が協議され、2006年1月1日に合併の予定となった（新市名は「狭山市」）。しかし2005年1月30日に行われた住民投票で合併反対が多数となり、一方の入間市でも住民へのアンケートで合併反対が多数となったため、合併協議会は解散した。

## 人口
| |                                        |  |
| 狭山市と全国の年齢別人口分布（2005年） | 狭山市の年齢・男女別人口分布（2005年） |  |
| ■紫色 ― 狭山市 ■緑色 ― 日本全国 | ■青色 ― 男性 ■赤色 ― 女性              |  |
| 狭山市（に相当する地域）の人口の推移 \| 1970年（昭和45年） \| 60,886人 \| \| \| 1975年（昭和50年） \| 98,548人 \| \| \| 1980年（昭和55年） \| 124,029人 \| \| \| 1985年（昭和60年） \| 144,366人 \| \| \| 1990年（平成2年） \| 157,309人 \| \| \| 1995年（平成7年） \| 162,240人 \| \| \| 2000年（平成12年） \| 161,460人 \| \| \| 2005年（平成17年） \| 158,074人 \| \| \| 2010年（平成22年） \| 155,738人 \| \| \| 2015年（平成27年） \| 152,405人 \| \| \| 2020年（令和2年） \| 148,699人 \| \| |                                        |  |
| 総務省統計局 国勢調査より |                                        |  |
| 1970年（昭和45年） | 60,886人                               |  |
| 1975年（昭和50年） | 98,548人                               |  |
| 1980年（昭和55年） | 124,029人                              |  |
| 1985年（昭和60年） | 144,366人                              |  |
| 1990年（平成2年） | 157,309人                              |  |
| 1995年（平成7年） | 162,240人                              |  |
| 2000年（平成12年） | 161,460人                              |  |
| 2005年（平成17年） | 158,074人                              |  |
| 2010年（平成22年） | 155,738人                              |  |
| 2015年（平成27年） | 152,405人                              |  |
| 2020年（令和2年） | 148,699人                              |  |

かつては郊外化やドーナツ化現象の影響で人口が増加傾向にあったが、都心回帰の影響を受けて1995年をピークに微減傾向にある。

## 地域

### 町名
狭山市では、一部の区域で住居表示に関する法律に基づく住居表示が実施されている。住居表示実施前の町名等欄で下線がある町名はその全部、それ以外はその一部であり、町名の末尾に数字がある場合には丁目を表す。
| 入間川地区（17町丁） | 入間川地区（17町丁）         | 入間川地区（17町丁） | 入間川地区（17町丁） | 入間川地区（17町丁）                       | 入間川地区（17町丁）   |
| 町名                 | 町名の読み                   | 町区域設定年月日     | 住居表示実施年月日   | 住居表示実施前の町名等                     | 備考                   |
| -------------------- | ---------------------------- | -------------------- | -------------------- | ------------------------------------------ | ---------------------- |
| 沢                   | さわ                         | 1967年5月1日         | 1967年5月1日         | 大字入間川                                 |                        |
| 狭山                 | さやま                       | 1967年5月1日         | 1967年5月1日         | 大字入間川                                 |                        |
| 入間川               | いるまがわ                   | 1954年7月1日         | 未実施               |                                            |                        |
| 入間川一丁目         | いるまがわ                   | 1967年5月1日         | 1967年5月1日         | 大字入間川                                 |                        |
| 入間川二丁目         | いるまがわ                   | 1967年5月1日         | 1967年5月1日         | 大字入間川                                 |                        |
| 入間川三丁目         | いるまがわ                   | 1967年5月1日         | 1967年5月1日         | 大字入間川                                 |                        |
| 入間川四丁目         | いるまがわ                   | 1967年5月1日         | 1967年5月1日         | 大字入間川                                 |                        |
| 鵜ノ木               | うのき                       | 1967年5月1日         | 1967年5月1日         | 大字入間川                                 |                        |
| 鵜ノ木               | うのき                       | 2001年11月3日        | 2001年11月3日        | 大字上広瀬、広瀬東2、入間川4               |                        |
| 稲荷山一丁目         | いなりやま                   |                      | 未実施               |                                            |                        |
| 稲荷山二丁目         | いなりやま                   |                      | 未実施               |                                            |                        |
| 祇園                 | ぎおん                       | 1967年5月1日         | 1967年5月1日         | 大字入間川                                 |                        |
| 祇園                 | ぎおん                       | 1967年5月1日         | 2015年11月1日        | 祇園                                       | 一部区域の街区符号変更 |
| 中央一丁目           | ちゅうおう                   | 1996年11月2日        | 1996年11月2日        | 大字入間川                                 |                        |
| 中央二丁目           | ちゅうおう                   | 1996年11月2日        | 1996年11月2日        | 大字入間川                                 |                        |
| 中央三丁目           | ちゅうおう                   | 1996年11月2日        | 1996年11月2日        | 大字入間川                                 |                        |
| 中央四丁目           | ちゅうおう                   | 1996年11月2日        | 1996年11月2日        | 大字入間川                                 |                        |
| 富士見一丁目         | ふじみ                       | 1967年5月1日         | 1967年5月1日         | 大字入間川                                 |                        |
| 富士見二丁目         | ふじみ                       | 1967年5月1日         | 1967年5月1日         | 大字入間川                                 |                        |
| 入曽地区（3町丁）    |                              |                      |                      |                                            |                        |
| 町名                 | 町名の読み                   | 町区域設定年月日     | 住居表示実施年月日   | 住居表示実施前の町名等                     | 備考                   |
| 北入曽               | きたいりそ                   | 1954年7月1日         | 未実施               |                                            |                        |
| 南入曽               | みなみいりそ                 | 1954年7月1日         | 未実施               |                                            |                        |
| 水野                 | みずの                       | 1954年7月1日         | 未実施               |                                            |                        |
| 堀兼地区（6町丁）    |                              |                      |                      |                                            |                        |
| 町名                 | 町名の読み                   | 町区域設定年月日     | 住居表示実施年月日   | 住居表示実施前の町名等                     | 備考                   |
| 堀兼                 | ほりがね（ほりかね）         | 1954年7月1日         | 未実施               |                                            |                        |
| 上赤坂               | かみあかさか                 | 1954年7月1日         | 未実施               |                                            |                        |
| 中新田               | なかしんでん                 | 1954年7月1日         | 未実施               |                                            |                        |
| 青柳                 | あおやぎ                     | 1954年7月1日         | 未実施               |                                            |                        |
| 加佐志               | かざし                       | 1954年7月1日         | 未実施               |                                            |                        |
| 東三ツ木             | ひがしみつぎ                 | 1954年7月1日         | 未実施               |                                            |                        |
| 奥富地区（3町丁）    |                              |                      |                      |                                            |                        |
| 町名                 | 町名の読み                   | 町区域設定年月日     | 住居表示実施年月日   | 住居表示実施前の町名等                     | 備考                   |
| 上奥富               | かみおくどみ（かみおくとみ） | 1954年7月1日         | 未実施               |                                            |                        |
| 下奥富               | しもおくどみ（しもおくとみ） | 1954年7月1日         | 未実施               |                                            |                        |
| 柏原新田             | かしわばらしんでん           | 1954年7月1日         | 未実施               |                                            |                        |
| 柏原地区（1町丁）    |                              |                      |                      |                                            |                        |
| 町名                 | 町名の読み                   | 町区域設定年月日     | 住居表示実施年月日   | 住居表示実施前の町名等                     | 備考                   |
| 柏原                 | かしわばら                   | 1954年7月1日         | 未実施               |                                            |                        |
| 水富地区（20町丁）   |                              |                      |                      |                                            |                        |
| 町名                 | 町名の読み                   | 町区域設定年月日     | 住居表示実施年月日   | 住居表示実施前の町名等                     | 備考                   |
| 上広瀬               | かみひろせ                   | 1954年7月1日         | 未実施               |                                            |                        |
| 広瀬台一丁目         | ひろせだい                   | 2003年11月1日        | 2003年11月1日        | 大字上広瀬                                 |                        |
| 広瀬台一丁目         | ひろせだい                   | 2009年7月4日         | 2008年11月1日        | 大字上広瀬                                 |                        |
| 広瀬台二丁目         | ひろせだい                   | 2003年11月1日        | 2003年11月1日        | 大字上広瀬、大字下広瀬                     |                        |
| 広瀬台二丁目         | ひろせだい                   | 2009年7月4日         | 2008年11月1日        | 大字上広瀬、大字下広瀬                     |                        |
| 広瀬台三丁目         | ひろせだい                   | 2003年11月1日        | 2003年11月1日        | 大字上広瀬、大字下広瀬                     |                        |
| 広瀬台三丁目         | ひろせだい                   | 2009年7月4日         | 2008年11月1日        | 大字上広瀬、大字下広瀬                     |                        |
| 下広瀬               | しもひろせ                   | 1954年7月1日         | 未実施               |                                            |                        |
| 広瀬一丁目           | ひろせ                       | 2001年11月3日        | 2001年11月3日        | 大字上広瀬、大字下広瀬、大字根岸           |                        |
| 広瀬二丁目           | ひろせ                       | 2001年11月3日        | 2001年11月3日        | 大字上広瀬、大字下広瀬、大字根岸           |                        |
| 広瀬三丁目           | ひろせ                       | 2001年11月3日        | 2001年11月3日        | 大字上広瀬、大字下広瀬、大字根岸、大字笹井 |                        |
| 広瀬三丁目           | ひろせ                       | 2009年7月4日         | 2008年11月1日        | 大字上広瀬                                 |                        |
| 広瀬東一丁目         | ひろせひがし                 | 2000年11月3日        | 2000年11月3日        | 大字上広瀬                                 |                        |
| 広瀬東二丁目         | ひろせひがし                 | 2000年11月3日        | 2000年11月3日        | 大字上広瀬、大字下広瀬                     |                        |
| 広瀬東三丁目         | ひろせひがし                 | 2000年11月3日        | 2000年11月3日        | 大字上広瀬、大字下広瀬                     |                        |
| 広瀬東四丁目         | ひろせひがし                 | 2000年11月3日        | 2000年11月3日        | 大字上広瀬                                 |                        |
| 広瀬東四丁目         | ひろせひがし                 | 2009年7月4日         | 2008年11月1日        | 大字上広瀬                                 |                        |
| つつじ野             | つつじの                     | 2000年11月3日        | 2000年11月3日        | 大字上広瀬、大字下広瀬                     |                        |
| 根岸                 | ねぎし                       | 1954年7月1日         | 未実施               |                                            |                        |
| 根岸一丁目           | ねぎし                       | 2002年11月2日        | 2002年11月2日        | 大字根岸、大字上広瀬                       |                        |
| 根岸二丁目           | ねぎし                       | 2002年11月2日        | 2002年11月2日        | 大字根岸、大字上広瀬、大字笹井             |                        |
| 笹井                 | ささい                       | 1954年7月1日         | 未実施               |                                            |                        |
| 笹井一丁目           | ささい                       | 2002年11月2日        | 2002年11月2日        | 大字笹井、大字根岸                         |                        |
| 笹井二丁目           | ささい                       | 2002年11月2日        | 2002年11月2日        | 大字笹井                                   |                        |
| 笹井三丁目           | ささい                       | 2002年11月2日        | 2002年11月2日        | 大字笹井                                   |                        |
| 新狭山地区（3町丁）  |                              |                      |                      |                                            |                        |
| 町名                 | 町名の読み                   | 町区域設定年月日     | 住居表示実施年月日   | 住居表示実施前の町名等                     | 備考                   |
| 新狭山一丁目         | しんさやま                   | 1966年2月1日         | 未実施               |                                            |                        |
| 新狭山二丁目         | しんさやま                   | 1966年2月1日         | 未実施               |                                            |                        |
| 新狭山三丁目         | しんさやま                   | 1966年2月1日         | 未実施               |                                            |                        |
| 狭山台地区（4町丁）  |                              |                      |                      |                                            |                        |
| 町名                 | 町名の読み                   | 町区域設定年月日     | 住居表示実施年月日   | 住居表示実施前の町名等                     | 備考                   |
| 狭山台一丁目         | さやまだい                   | 1974年4月3日         | 未実施               |                                            |                        |
| 狭山台二丁目         | さやまだい                   | 1974年4月3日         | 未実施               |                                            |                        |
| 狭山台三丁目         | さやまだい                   | 1974年4月3日         | 未実施               |                                            |                        |
| 狭山台四丁目         | さやまだい                   | 1974年4月3日         | 未実施               |                                            |                        |

1. 1 2 3 4 5 6 7 8 9  町名地番整理実施区域
2. 1 2 3 4 5  上広瀬土地区画整理事業換地処分公告があった日（2009年7月3日）の翌日。
3. 1 2 3  川越狭山工業開発土地区画整理事業換地処分公告があった日（1966年1月31日）の翌日。
4. 1 2 3 4  狭山台土地区画整理事業換地処分公告があった日（1974年4月2日）の翌日。

#### 「入曽」の地区名称について
2009年4月1日、合併前の旧村名「入間村」に由来する名称「入間地区」より改めた。入間市との混同を避けるとともに、駅名とあわせ分かりやすくするため。以前から仲川市長が改称を提起しており、2008年には狭山市入間地区自治会連合会から要望書の提出もあった。市側の改称を受け、民間でも改称の動きが広がり、JAいるま野農業協同組合入間支店が2009年12月、村政時代以来の「入間農協」に由来する支店名を改め、「入曽支店」に名称変更している。2011年3月には狭山市立入間小学校が閉校となり、以後入曽地区内で村政以来の「入間」の呼称を残す公共施設・機関名は狭山市立入間中学校のみとなっていたが、同中学校も2015年3月に閉校した。また民間では入曽駅近くの旧入間村役場跡地に店舗を構えていたAコープについては2025年1月の閉業まで「入間店」（2016年4月より「JAファーマーズ入間」）を称していた。同店舗駐車場脇には入間村政を記念する「入間村の碑」が狭山市史編纂委員会と住民有志によって建立されているほか、1915年11月の大正天皇即位礼を祝して村民により植えられたイチョウの木が大木となって記念碑「銀杏の碑」とともに現存しており、その歴史を伝えている。

### 郵便
郵便番号
- 350-13xx - 狭山郵便局管轄（入間市の集配業務もおこなっている）

郵便局
- 狭山郵便局
  - 狭山入間川三郵便局
  - 狭山柏原郵便局
  - 新狭山駅前郵便局
  - 狭山水野郵便局
  - 狭山鵜ノ木郵便局
  - 狭山北入曽郵便局
  - 狭山台団地内郵便局
  - 新狭山二郵便局
  - 狭山入曾郵便局
  - 狭山旭郵便局
  - 狭山上広瀬郵便局
  - 水富郵便局

### 電話番号
市外局番等
- 04-200x・290x・292x〜296x・299x - 所沢MA（入間市、狭山市、所沢市）
  - 従来は「0429」であったが、電話番号逼迫対策のため、以下のように2度変更された。天気予報に関しては、従前と同じく「0429-177」となっている。
    - 1998年4月29日 - 「0429-xx」から「042-9xx」へ。
    - 2004年1月11日 - 「042-9xx」から「04-29xx」へ。

  - 柏MA（千葉県柏市など）、鴨川MA（鴨川市）も市外局番は「04」であるが、MAが異なるため、発信時に市外局番「04」を付ける必要がある。

### 住宅団地
- 市営住宅18ヶ所
- 県営住宅3ヶ所
  - 狭山鵜ノ木住宅（鵜ノ木）
- UR狭山台団地　（狭山台1・2・3）
- URつつじ野団地　（つつじ野）
- 西武狭山台ハイツ（中央3）
- 新狭山ハイツ（青柳）
- 狭山グリーンハイツ（笹井1）
- パイロットハウス狭山台（中央4）

## 行政
長らく地方交付税交付金不交付団体であり、市財政には余裕がある。高齢化と人口減少の影響による市税収入の減少から2010年代以降は近隣の川越市・入間市・所沢市等の自治体とともに地方交付税交付金交付団体に移行しているものの、なおも健全財政を維持している。市内に進出した本田技研工業を始めとする企業の工場・事業所から納入される固定資産税収入と、敷地の9割が狭山市域にある航空自衛隊入間基地が置かれていることによる国有提供施設等所在市町村助成交付金（基地交付金）及び特定防衛施設周辺整備調整交付金（防衛省補助金）が主要な財源である。
本田技研工業の企業城下町として知られ、1987年4月以来、市議会には同社労働組合の組織内議員1名がいる。ただ業種の異なるロッテ、コーセーなど別の大企業の工場も進出しており、航空自衛隊入間基地勤務の自衛官も多数在住していることから、本田技研工業一社が市の命運を握るほどの影響力を有しているわけではなく、茨城県日立市や愛知県豊田市のように市民の相当数が一企業グループに関わっているといった状況にはない。また市議会においても、本田技研工業労働組合に先立つ1975年4月からコーセー労働組合推薦の市議会議員1名が議席を維持していた。また他の首都圏ベッドタウン同様、農業は衰退傾向にあるものの、農産物に特産物があるため農業関係者の存在も大きく、前市長は「狭山茶」の製造販売業を営む人物であった。
市役所、市民会館や総合体育館などは立派な造りとなっており、また市内には所沢市や川越市等にあるドッグラン等のペット共生施設公園等は無いが、動物園や体育館併設の多目的公園の智光山公園や狭山稲荷山公園をはじめとするたくさんの公園が整備されている。入間川河川敷には川越市とともに川越狭山自転車道路（サイクリングロード）と広大な公園が整備されており、多くの市民にとって憩いの場となっている。
市役所の公式サイトとしては異例の公式モバイル版サイトを全国市町村に先駆け開設し、その取り組みが新聞などにも取り上げられた。2006年、狭山市は「携帯電話を活用した情報配信の取り組み」により、「平成18年度地域づくり総務大臣表彰」（情報化部門）を受賞した。狭山市では既に2001年から市消防本部が地元消防団員を対象に市内の災害情報を携帯電話のメールで伝達していたが、2007年2月からはこのシステムを全市民に拡大し、希望者に対し携帯メールで市内の災害情報を配信する新規事業を開始した。市の公式Twitterも早期に開設しており、2014年8月から公式ツイッターに大雨・洪水・地震などの気象情報を自動更新して配信する機能を追加、24時間運用を開始した。熊谷地方気象台から出された警報等の最新情報を自動的にツイッター用の短文に変換し、配信する。公式ツイッターにこうした機能を付加した地方公共団体は西日本では数例見られるが、東日本の自治体では初めてとなる。
2008年2月、新たな人口増及び少子化対策・子育て支援の一環として、市はこれまで未就学児童を対象に行っていた所得制限・費用上限無しの医療費助成の対象年齢を中学校3年生まで引き上げる方針を明らかにした。まず2008年10月に小学校3年生までに適用範囲を広げた後、2011年度までに中学校3年生へと段階的に拡大する。これにより今後狭山市では中学卒業時まで入院・通院とも保険診療の医療費は無料となった。また2008年10月から医療機関での窓口払いも廃止された。この施策は比較的余裕がある市の財源を市民に還元する目的もある。またこの施策は埼玉県内の他の市町村にも影響を及ぼし、現在県内32自治体が同様ないしは類似の政策を実施・計画するに至っている。

### 市長
- 小谷野剛（無所属（自由民主党・公明党推薦）、3期目、任期：2023年（令和4年）7月27日 - 2027年（令和8年）7月26日）
- 副市長：吉田敦（2020年4月1日[16]-）

#### 歴代市長
- 初代　石川求助　（1954年（昭和29年）8月15日 - 1966年（昭和41年）8月14日） 3期12年
- 2代　町田佐一　（1966年（昭和41年）8月15日 - 1986年（昭和61年）4月1日） 5期20年 在任中死去
- 3代　大野松茂　（1986年（昭和61年）5月15日 - 1994年（平成6年）5月17日） 2期8年
- 4代　町田潤一　（1994年（平成6年）5月18日 - 2003年（平成15年）6月19日） 3期9年 在任中死去
- 5代　仲川幸成　（2003年（平成15年）7月27日 - 2015年（平成27年）7月26日） 3期12年
- 6代　小谷野剛　（2015年（平成27年）7月27日 - ） 現職

### 再開発事業
明治時代に開業した狭山市駅・入曽駅周辺の再開発について、1980年代より構想は存在していたが、1990年代に至っても事業は具体化せず、入間市・所沢市・飯能市など周辺各都市に遅れをとっていた。狭山市駅西口地区については2000年代に事業者・専門家・市民らの議論を経て事業化され、一時政治的困難が発生したものの、変更は一切なく当初の事業計画が貫徹され、総合的な調整により計画から設計施工まで一貫したデザインコンセプトを保ったまま2012年に完成に至った。狭山市駅東口地区については老朽化した駅ビルが改築されたほか、道路整備が継続して行われている。一方入曽駅周辺については開業後101年を経た1996年に西口を開設したものの、2013年、東口地区の大規模再開発を断念。規模を縮小の上改めて入曽駅周辺の再整備計画が立案されることになった。

#### 狭山市駅周辺
狭山市駅西口地区再開発整備事業
狭山市駅西口周辺は、ロータリーが未整備で歩道も確保されていないため危険であったことから、再開発整備事業が計画された。1998年、狭山市駅西口地区再開発整備事業協議会において「他の沿線駅前とは明確に差別化し、自然と景観を取り込んだ狭山市らしい駅前整備を行う」方針が決定した。 しかし行政や施行予定者となった都市再生機構に対し、地権者や市議会議員を含んだ市民から見直しを求める運動が起き、このまま計画を進めることができるか、予断を許さない状況となった。計画見直し派の市民団体は狭山まちづくりネットワーク（推進派の市民団体には狭山市駅西口再開発事業を推進する会がある）が中心となり、そこに複数の団体が所属した。見直しの主な要求は、予算規模の縮小。その中で2006年1月23日、地権者71名によるとする見直しを求める意見書が提出されたが、後に明らかになった名簿では実際には地権者は21名であり、物議を醸すこととなった。2007年4月17日、西武鉄道は「2007年度鉄道事業設備投資計画」を発表。この中で狭山市駅西口再開発事業に伴う狭山市駅駅舎改良工事は2007年度に調査・設計、2008年度着工、2009年度完成予定との計画が公表された。2007年4月の狭山市議会議員選挙では再開発整備事業を掲げる市議会議員が多数を占める市議会の構成に変化はなく、計画推進の民意が示された。同年6月22日、狭山市駅西口再開発事業の権利変換計画が国土交通大臣から認可され、2007年9月着工・2009年まち開き・2011年完成予定で本格的に工事が開始されることになった（『広報さやま』平成19年7月号）。同年7月22日投開票の狭山市長選挙において、西口再開発事業の推進を掲げた現職の仲川幸成市長が再選され、西口再開発事業は引き続き推進されることになった。同年9月から駅舎の取り壊し工事が始まり、駅舎工事用地確保のため駅周辺の店舗閉鎖と住民の転居、整地も行われた。2008年11月から駅舎改築工事を開始。同月、道路の整備に伴い臨時バス乗降場を設置。同年11月から12月、「まちの愛称」が公募され、2009年3月、「スカイテラス」に決定。2010年3月25日、狭山市駅西口地区まち開きを行い、新駅舎と一部施設が供用開始。バス停留所整備等も2012年7月までに完了し、西口地区再開発事業が完成。同月14日から16日まで完成記念イベントを行った。同18日、複合型公益施設「狭山市市民交流センター」が開所、西口地区再開発事業によって整備された全施設が供用開始となり、事業は終了した。2014年5月12日、狭山市駅西口地区スカイテラスは平成26年度都市景観大賞都市空間部門において優秀賞を受賞した。従来ほとんど同賞への応募の無かった私鉄沿線の駅前広場に関する事例であり、都市近郊において相次いでいる今後の市街地再開発はどうあるべきかという課題について新たなモデルを示すものとして注目された。「大型再開発ビルを建設しテナントを募集、人の流れの創出は入居した商業施設任せ」というような全国的にみられる既存の再開発事業が生んだ弊害を念頭におき、そうした没個性的な再開発の有り方とは一線を画し、狭山市の表玄関にふさわしい街づくりを模索。商業的価値の高い駅前広場にあえて大規模商業施設を誘致せず、既存市街地との接続を意識した「市民広場」を置き、新たな市民交流・回遊の場を確保、地形の高低差によって得られる秩父連山を望む遠景を生かし、環境・景観に配慮した街並みを創出したことが評価された。今後バス停等の更なる改善により歩行者視点での質的向上への期待が示された。更に同年10月1日には公益財団法人日本デザイン振興会主催「2014年度グッドデザイン賞（都市づくり、地域づくり、コミュニティ部門）を受賞した。複雑な敷地や地形的な特徴を計画に折り込み、多岐にわたる関係者を計画に参加させる仕組みを作った点などがくらしや産業や社会の質を向上させる優れたデザインとして評価を受けたものである。一方再開発事業に合わせて狭山市駅駅舎が改築され、2011年6月8日には駅構内商業施設「Emio狭山市」が開業。同施設内にスーパーマーケット「ブルーミングブルーミー」（株式会社いなげやが運営）がテナントとして入居したことにより業績不振となった西友狭山市駅前店が2015年3月31日をもって閉店した。1972年の開店以来40年以上にわたって営業していた西口の中核的商業施設が失われた。スカイテラスに大規模商業施設を誘致しなかったことから、駅前の買い物利便性の低下が懸念された。2019年2月、西口側にあった燃料会社の充填基地が日高市に移転し、新たに同社の本社屋を建設。同建物にテナントとしてベルク狭山入間川店が入居、再び西口側にも商業施設が立地するに至った。
狭山市駅東口土地区画整理事業
狭山市駅前東口周辺は区画が非常に入り組んでおり駅までのアクセスが悪いとされ、市の顔にふさわしい駅前を創出するべきであるとして、区画整理事業が長年に渡って議論された。立ち退きに難色を示す住民と行政の対立があったが、その後事業は進められ、道路の建設が行われた。2010年に道路の一部が開通し、2013年には工事箇所が東口駅前広場まで到達。2014年5月、東口駅前広場に通じる都市計画道路「狭山市駅加佐志線」が開通した。また西口地区再開発事業及び駅舎改築等に合わせ、東口駅前広場の再整備も行われ、2012年10月に完成した。2018年8月、埼玉県知事による換地処分の公告が行われ、事業は完了した。2019年3月、祇園地内三柱神社横の下窪公園にて狭山市駅東口土地区画整理事業完成記念碑除幕式が挙行された。

#### 入曽駅周辺
入曽駅周辺地区整備事業
入曽駅は元々農村部であった地域に古い時期に開業しており、開業時には大掛かりな都市計画などもなく、駅周辺は商店や住宅が明治時代・大正時代以来混在・密集するようになったまま100年以上の時が過ぎていた。人や車の通行も多い一方で、駅前に通じる道路はいずれも狭隘であり、歩道も整備されていない。駅前は開業時以来の極めて狭い空間を有するのみであり、ロータリーや駅前広場がないことから、路線バスの進入も危険な状態となっている。このため1980年の跨線橋完成を機に、再開発の検討が始まったが、1996年の西口開設を経ても進展はなかった。西口側には武蔵野の面影を残す農地や雑木林が広がっていたが、駐車場や資材置き場に転用されるようになり、駅前にふさわしくない無秩序な土地利用が懸念されていた。
2000年代に入り、入曽駅東口地区整備事業および入曽駅周辺地区区画整理事業が計画された。狭山市は1995年に狭山市立入間小学校（当時）の校地の一部を割いて「入曽駅周辺開発事務所」を設置し、地権者・住民との合意形成に努めたものの、一部地権者の反対が強く、具体的な進展は見られなかった。2008年10月には入曽駅東口地区約6.9ヘクタールを土地区画整理事業の手法で開発する基本構想を決定したが、その後も地権者との合意形成が進まなかったため、土地買収方式で事業を進める方針に転換。2011年3月には事業地内の狭山市立入間小学校を廃校とし、学校敷地（1万3千平方メートル）を再開発に伴う移転・代替用地に当て、再開発事業開始への準備を進めた。同年8月から11月にかけて全地権者に意向確認調査を実施。東口地区北側が南側に比して事業開始に賛同する意見が多く、いるま野農業協同組合・狭山茶業農業協同組合・飯能信用金庫入曽支店などが用地買収に同意の方向を示したことから、北側約4ヘクタールについて先行整備する方針を立てた。しかし事業地内の駅前大手地権者（1法人2個人）と土地買収金額などの面でなおも折り合わず、駅前大手地権者が事業反対の意向を示したため、ついに2013年5月、狭山市は地権者の協力が得られず今後の見通しが立たないことなどを理由に両計画の実施を断念し計画を凍結する方針を明らかにした。「今後も整備を市の重要な政策課題として位置付けていく」（入曽駅周辺開発事務所）としながらも、同年10月、「入曽駅周辺開発事務所」は閉鎖され、狭山市役所内に移された。翌2014年3月31日をもって入曽駅周辺開発事務所は都市建設部都市計画課に統合され廃止となった。
その後改めて再開発推進が図られることになり、市は2016年度予算に調査費を計上、再び計画が立てられることになった。2017年11月、市は凍結した前回の計画の規模を縮小し、駅周辺全体の大掛かりな区画整理は行わない新計画案を提示、2018年2月、入曽駅周辺整備事業基本計画（案）の具体的な内容が公表された。駅東口地区については、前回計画の段階で地権者との合意形成が出来ていた駅北側約4ヘクタールを中心に、合意形成可能な区域において再開発を行う方針が示された。当初再開発に伴う移転・代替用地に充てる予定であった狭山市立入間小学校跡地に民間事業者を誘致し、複合型商業施設等を建設、狭山茶業農業協同組合より買収した土地に駅前広場を整備、また既存道路とのアクセス道路を敷設する。また駅西口も再整備し、現在市営駐輪場として使用されている場所などに西口駅前広場を設け、アクセス道路を敷く。駅舎を改築し、狭山市駅側に橋上駅舎を建設、線路と既存の道路を跨ぐ東西自由通路を設けるという。市は既に狭山茶業農業協同組合より土地を取得、2016年度から駅前広場につながる道路の建設が始まっている。新たな開発範囲にかかる地権者からの同意も得ており、比較的広く取られている駅敷地を用い駅舎の全面改築等を行うため、西武鉄道側との協議に入っている。市は2018年2月から3月、パブリックコメントを募集、寄せられた意見に対する市の考えを公表した上で、入曽駅周辺整備事業基本計画を決定する。2018年度中の計画事業化を目指しており、事業完了は2020年度以降になる見通しという。

### 広域行政
一部事務組合
- 広域飯能斎場組合 - 飯能市、日高市とともに、火葬場・葬祭場・霊柩車の設置・運営事務を行なっている。
- 埼玉西部消防組合 - 当市、所沢市、入間市、飯能市、日高市の5市により組織された消防組合。
- 埼玉県都市ボートレース企業団 - 飯能市、加須市、本庄市、東松山市、入間市、春日部市、羽生市、鴻巣市、深谷市、上尾市、草加市、越谷市、朝霞市、さいたま市とともに戸田競艇の開催に関する事務を行っている。

協議会
- 埼玉県西部地域まちづくり協議会 ‐ 入間市、日高市、所沢市、飯能市とともに5市圏域の市民を対象とした交流事業（講演会やウォーキング大会などのイベント開催や、観光パンフレットの発行や図書館やスポーツ施設などの公共施設の相互利用及び広域での事業実施に向けた検討を行っている。

## 議会

### 市議会
- 議員定数：22

### 県議会
西4区。定数は2人。近年選出の議員は以下のとおり。
- 埼玉県議会議員選挙（2023年4月）
  - 東山徹（1・自民党公認）
  - 中川浩（4・無所属）
- 埼玉県議会議員選挙（2019年4月）
  - 本木茂（5・自民党公認）
  - 中川浩（3・無所属）
- 埼玉県議会議員選挙（2015年4月）
  - 本木茂（4・自民党公認）
  - 中川浩（2・無所属・プロジェクトせんたく推薦）
- 埼玉県議会議員選挙（2011年4月）
  - 本木茂（3・自民党公認）
  - 中川浩（1・民主党公認）
- 埼玉県議会議員選挙（2007年4月）
  - 本木茂（2・自民党公認）
  - 北村浩（1・無所属・民主党推薦・政治団体新風21推薦）
- 埼玉県議会議員選挙（2003年4月）
  - 本木茂（1・無所属・自民党推薦）
  - 諸口高男（1・無所属・自民党推薦）

### 衆議院
- 選挙区：埼玉9区（飯能市、狭山市、入間市、日高市、入間郡（毛呂山町、越生町））

## 経済

### 工業
川越狭山と狭山の2つの工業団地があり、オデッセイやレジェンドなどを製造する本田技研工業 (ホンダ)の埼玉製作所(2021年閉鎖)を筆頭に、製造品出荷額県下1位と埼玉県一の工業都市となっている。
市制施行時は特産物「狭山茶」により農業都市というイメージが強かったが、市政施行後の1955年（昭和30年）12月「狭山市工場誘致条例」を制定し、積極的に企業誘致を行った。翌年9月には工場誘致第1号として日本クロス工業（現在のダイニック）が進出。以後工場誘致は順調に進み、市内各地に大企業の大型工場が進出した。1966年（昭和41年）に川越狭山工業団地、1973年（昭和48年）には狭山工業団地が相次いで完成。2つの大型工業団地を有する工業都市へと変貌した。1982年（昭和57年）以降現在まで製造品出荷額埼玉県内第1位となっており、県内最大の工業都市となっている。企業誘致は現在も行っている。首都圏中央連絡自動車道狭山日高インターチェンジの開設と埼玉県道126号所沢堀兼狭山線の全線開通を受け、2015年、狭山工業団地の2地区（東地区（柏原北）と西地区（上広瀬））の拡張と土地区画整理事業実施が決まった。
- 川越狭山工業団地 - 本田技研工業埼玉製作所、ロッテ狭山工場、住友電装狭山工場、全酪（ジャパンミルクネット）狭山工場、紀文フードケミファ埼玉工場・新埼玉工場、工進精工所・狭山工場など
- 狭山工業団地 - 小岩井乳業東京工場、大日本印刷狭山工場、鷺宮製作所狭山事業所、八千代工業本社・柏原工場など。倉庫や配送・物流センターなども立地。
- コーセー狭山工場・入曽工場、入間川ゴム本社工場、シチズンマイクロ本社工場、山本製作所入間川事業所

### 農業
JA・いるま野農業協同組合管内である。地物の野菜が市内のスーパーの店頭に並んでいることも多いが農業は衰退している。
入曽駅近くに埼玉県内の狭山茶生産地域全域を管内とする狭山茶業農業協同組合があり、生産者約280名が加盟している。

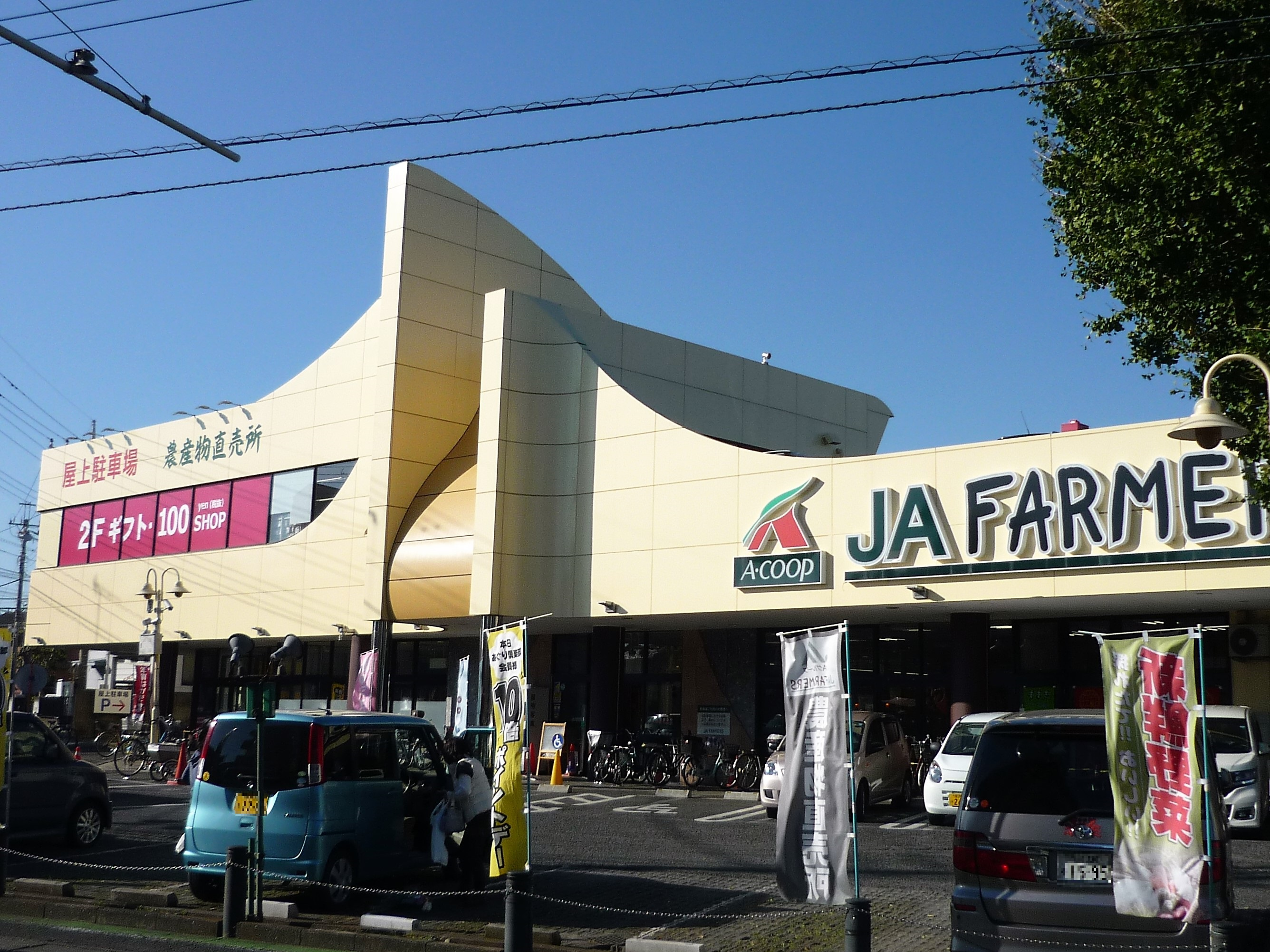
エーコープJAファーマーズ入間

狭山茶茶は隣接する入間市などと共通の名産である。主産地は入間市。狭山市内では入曽・堀兼地区が主要産地であるが、茶畑は減少傾向にある。長らく入間市に次ぐ生産高を維持していたものの、1990年代以降は所沢市とほぼ同程度の数値となり、2000年代以降は所沢市の生産高をも下回るようになっている。
さといも隣接する入間市や所沢市などと共通の名産。さといもをつくっている農家はかなり減少しているが、高級品として扱われており、東京や京都の高級料亭で使われる。ただ地元ではあまり知られていない。
入間ごぼう主産地は狭山市。かつては東京から京都・大阪まで広く出荷された特産物であったが現在作付面積は大幅に減少している。
入間にんじんかつては非常に多く出荷されたが現在作付面積は大幅に減少している。
観光ぶどう園入曽地区を中心に市内に点在。手軽なレジャーやイベント・学校の遠足などで利用されている。

### 商業
商業圏では、国道16号線にそよら武蔵狭山（イオンスタイル武蔵狭山）・ヤマダ電機テックライフセレクト狭山店（イオンスタイル狭山）が存在する。東京狭山線沿いにはベスタ狭山（ベルク）、北入曽にはMarket City入曽（ヤオコー）が立地しており、ショッピングセンターが各所に存在する。
また、西武新宿線の入曽駅前再開発事業の一環として東口至近にそよら入曽駅前（イオンスタイル入曽駅前）が2025年3月開業した。
埼玉県内ではさいたま市、越谷市、川口市に続いて4例目のイオン3店舗展開となっている。なお、前述のベルク、ヤオコーにおいても市内3店舗体制であり、各企業がドミナント戦略を採っていることも当市の特徴である。
- そよら入曽駅前（イオンスタイル入曽駅前）
- そよら武蔵狭山（イオンスタイル武蔵狭山）
- ヤマダ電機テックライフセレクト狭山店（イオンスタイル狭山）

### 金融
- 三井住友銀行そよら入曽駅前店
- みずほ銀行新所沢支店狭山出張所[34]
- 三菱UFJ銀行狭山支店[35]
- 埼玉りそな銀行
  - 狭山支店
  - 新狭山支店
- 武蔵野銀行
  - 狭山支店
  - 入曽支店[36]
  - 狭山西支店[37]
- 埼玉縣信用金庫狭山支店
- 飯能信用金庫
  - 入曽支店
  - 狭山西支店
  - 狭山支店
  - 新狭山支店[38]
- 青梅信用金庫狭山支店[39]
- 中央労働金庫狭山支店[40]
- JAいるま野農業協同組合
  - 狭山支店
  - 柏原支店
  - 水富支店
  - 入曽支店
  - 堀兼支店
  - 奥富支店

### その他の企業
- 狭山ケーブルテレビ（S-CAT） - ケーブルテレビ局（1992年設立・1995年開局・放送開始）
- 八千代工業
- ランシステム（本店、本社は池袋に所在）

## 姉妹都市・提携都市
- 津南町（新潟県中魚沼郡）

1997年1月30日友好都市提携
- 厚木市（神奈川県） 1996年7月24日防災姉妹都市提携

- 統営市（大韓民国）
1973年7月4日姉妹都市提携（当時は忠武市）。2005年、島根県で「竹島の日」条例が成立した事を受け、統営市側から交流を中断[41]。しかし、2006年10月24日には統営市国際交流協会訪問団が来訪した[42]。
- ワージントン市（アメリカ合衆国オハイオ州）
1999年11月1日姉妹都市提携
- 杭州市（中華人民共和国）
1996年7月8日友好都市提携

## 教育

### 小学校
- 狭山市立入間川小学校
- 狭山市立入間川東小学校（狭山市立入間川小学校分教場を独立した小学校に改組）
- 狭山市立富士見小学校
- 狭山市立南小学校
- 狭山市立山王小学校
- 狭山市立入間野小学校
- 狭山市立御狩場小学校
- 狭山市立狭山台小学校
- 狭山市立堀兼小学校
- 狭山市立新狭山小学校
- 狭山市立奥富小学校
- 狭山市立柏原小学校
- 狭山市立水富小学校
- 狭山市立広瀬小学校
- 狭山市立笹井小学校
- 西武学園文理小学校

### 中学校
- 狭山市立西中学校
- 狭山市立入間川中学校
- 狭山市立中央中学校
- 狭山市立山王中学校
- 狭山市立入間野中学校
- 狭山市立狭山台中学校
- 狭山市立堀兼中学校
- 狭山市立柏原中学校
- 西武学園文理中学校

### 高等学校
- 埼玉県立狭山清陵高等学校 - 全日制。
- 埼玉県立狭山工業高等学校 - 全日制。
- 埼玉県立狭山経済高等学校 - 全日制。
- 埼玉県立狭山緑陽高等学校 - 定時制。2008年4月、埼玉県立狭山高等学校の旧校地に新設。
- 秋草学園高等学校 - 全日制（女子のみ）。
- 西武学園文理高等学校 - 全日制。

### 特別支援学校
- 埼玉県立狭山特別支援学校

### 短期大学
- 武蔵野短期大学

### 大学
- 東京家政大学 狭山キャンパス
  - 看護学部・こども学部の他、地域連携協力推進センターが設置されている。
- 西武文理大学
- 武蔵野学院大学

### 各種学校
- 社団法人狭山市医師会立狭山准看護学校

#### かつて存在した学校

##### 小学校
- 狭山市立入間小学校
  - 2011年3月閉校。学区は狭山市立入間野小学校・狭山市立南小学校の両校学区に分割編入。入間小学校跡地には道路や入曽駅前再開発にかかる複合型商業施設等を建設する計画が検討されている。
- 狭山市立狭山台北小学校
- 狭山市立狭山台南小学校
  - 2010年3月、狭山市立狭山台北小学校と狭山市立狭山台南小学校を閉校。同年4月、両校を統合し、旧狭山台南小学校校舎に「狭山市立狭山台小学校」を新規開校。2012年、旧狭山台北小学校校舎に生涯教育・社会教育等施設「狭山元気プラザ」、狭山市医師会立狭山准看護学校を移設した。

##### 中学校
- 狭山市立入間中学校
  - 2015年3月閉校。学区は狭山市立入間野中学校・狭山市立山王中学校の両校学区に分割編入。2020年4月、跡地に入曽公民館が移転し、入曽地域交流センターとして新たに開所した。今後防災公園も整備される。
- 狭山市立東中学校
  - 2016年3月閉校。学区は狭山市立中央中学校・狭山市立狭山台中学校・狭山市立山王中学校の各校学区に分割編入。

##### 高等学校
- 埼玉県立狭山高等学校 - 全日制・定時制併設。2008年3月閉校。
- 埼玉県立川越高等学校入間川分校 - 定時制。跡地は旧中央公民館・旧中央図書館。

##### 短期大学
- 埼玉女子短期大学 - 1999年、全学日高市に移転。
- 文理情報短期大学 - 1999年、4年制化し西武文理大学開校。

##### 専修学校
- 駒野家政専修学校 - 1965年10月設置認可、1966年4月開校、2006年3月廃校。

## 公共機関

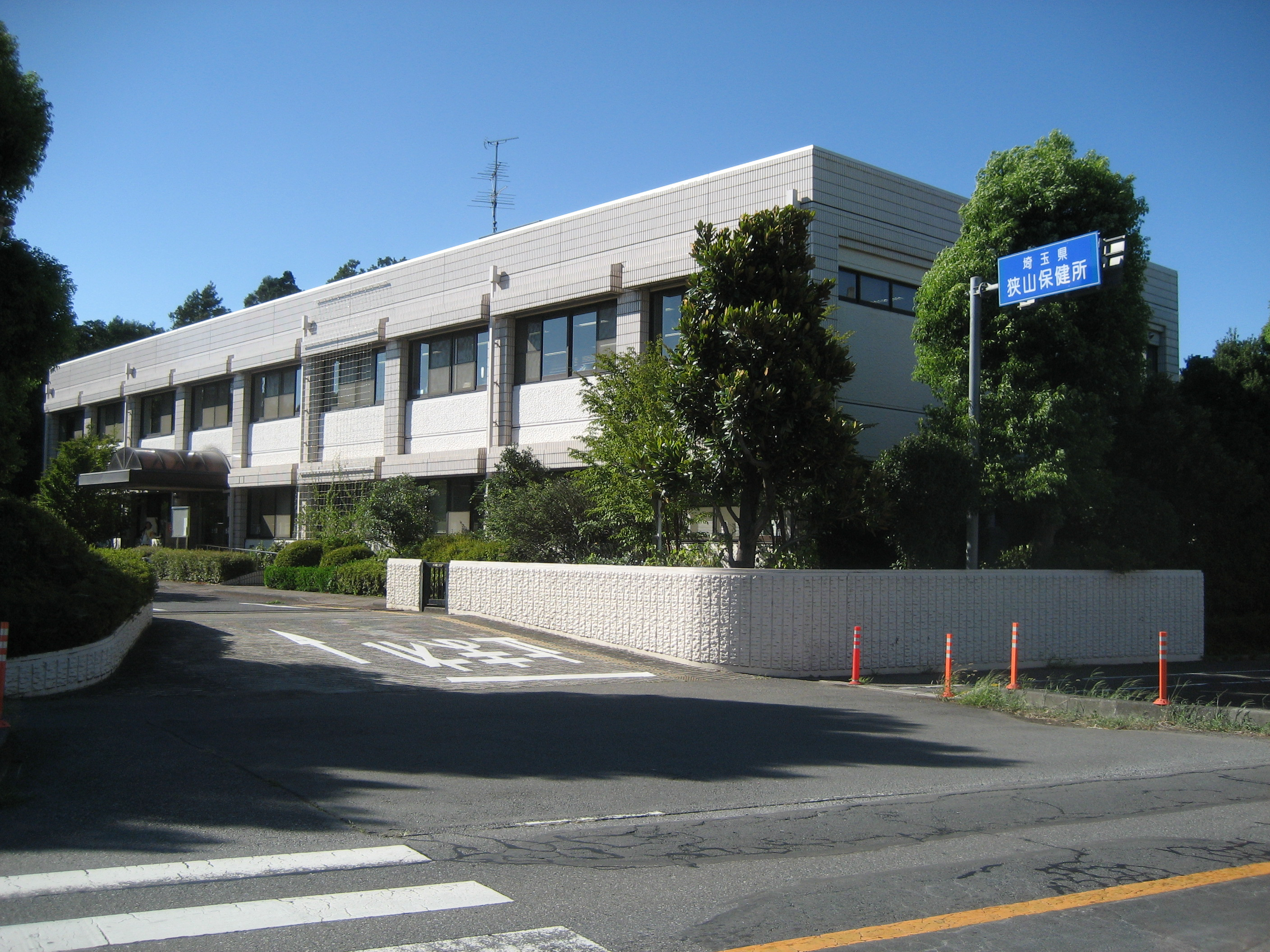
狭山保健所

### 消防
- 埼玉西部消防組合:狭山、所沢、入間、飯能、日高の5市で構成される。消防広域化前は狭山市消防本部であった。
  - 狭山消防署（上奥富）
    - 富士見分署（中央4丁目）
    - 広瀬分署（広瀬2丁目）
    - 水野分署（水野）
- 狭山市消防団

### 警察
- 狭山警察署
- 埼玉県警察地域部航空隊（狭山市稲荷山・航空自衛隊入間基地内）

### 国の機関
- 防衛省航空自衛隊入間基地
- 防衛省航空自衛隊航空総隊中部航空方面隊司令部
- 防衛省航空自衛隊航空総隊航空救難団司令部

### 県の機関
- 狭山保健所

## 交通

### 鉄道路線
- 西武鉄道
  - 新宿線
    - 入曽駅 - 狭山市駅 - 新狭山駅

  - 池袋線
    - 稲荷山公園駅

#### かつて通っていた鉄道
- 入間馬車鉄道
- 中武馬車鉄道

### 路線バス
- 西武バス：狭山営業所のほか、川越営業所・飯能営業所管轄路線が運行されている。

### コミュニティバス
- 狭山市内循環バス「茶の花号」

### 道路
高速道路
- C4 首都圏中央連絡自動車道（圏央道） - 狭山日高インターチェンジ - 狭山パーキングエリア

一般国道
- 国道16号（神奈川県横浜市 - 横浜市）
  - 武蔵バイパス

- 国道299号（長野県茅野市 - 入間市）
  - 飯能狭山バイパス

- 国道407号（栃木県足利市 - 入間市） - 狭山市根岸交差点から終点までは国道299号と重複。

県道
- 主要地方道
  - 埼玉県道8号川越入間線
  - 埼玉県道6号川越所沢線
  - 埼玉県道50号所沢狭山線
  - 埼玉県道126号所沢堀兼狭山線

- 一般県道
  - 埼玉県道260号鯨井狭山線
  - 埼玉県道261号笠幡狭山線
  - 埼玉県道262号日高狭山線
  - 埼玉県道397号堀兼根岸線
  - 埼玉県道340号中新田入間川線
  - 埼玉県道227号狭山市停車場線
  - 埼玉県道225号入曽停車場線

## 観光

### 名所
- 狭山市立智光山公園 : こども動物園・都市緑化植物園・菖蒲園・市民総合体育館・テニスコート・キャンプ場・狭山市営へら鮒釣場「智光山公園前山の池」
  - 園内にあった狭山市立「智光山荘」（宿泊施設）は施設老朽化等のため2018年3月31日をもって閉館となった[43]。
- 埼玉県立狭山稲荷山公園 : 桜の名所・さやま大茶会会場（11月）
- 狭山市立博物館 : 埼玉県立狭山稲荷山公園内
- 武蔵野狭山林間コース入曽フィールドアスレチック : 1976年9月開園。2001年廃園。廃園後跡地の一部は野外イベントスペース「ロッジ水野の森」となっている。

### 史跡
- 今宿遺跡：縄文時代住居跡
- 広瀬神社：延喜式内社
- 清水八幡宮：木曽義高墓所
- 福聚山徳林寺：新田義貞着陣、第十三代横綱鬼面山谷五郎（武隈家）墓所、綿貫家墓所
- 狭山八幡神社：八幡神社本殿、新田義貞「駒繋ぎの松」、足利基氏入間川御陣跡[44]
- 堀兼之井：埼玉県指定史跡、武蔵野台地に多く造られた「まいまいず井戸」の一つ
- 七曲井：埼玉県指定史跡、武蔵野台地に多く造られた「まいまいず井戸」の一つ
- 城山砦跡：中世城郭遺跡（上杉憲政着陣）
- 清水浜臣墓：旧・安穏寺境内跡
- 稲荷山公園古墳群 : 狭山稲荷山公園内
- 天岑寺惣門 : 天岑寺境内
- 広福寺山門：広福寺境内

### 諸施設
- 堀兼・上赤坂公園（旧称「赤坂の森公園」） : ちふれASエルフェン埼玉旧ホームグラウンド
- 狭山市市民健康文化センター「サンパーク奥富」・下奥富河川敷公園に隣接
- ふれあい健康センターサピオ稲荷山 : 温水プール・トレーニング施設等。埼玉県立狭山稲荷山公園に隣接
- 東京ゴルフ倶楽部　「東京ゴルフ倶楽部クラブハウス」は国の登録有形文化財（建造物）[45]

### 催し
- 狭山入間川七夕まつり（8月第1土曜日・日曜日） 関東三大七夕祭りとして知られる。
- 入間基地航空祭（11月3日）
- 梅宮神社の甘酒祭り（2月10日・11日）

## 狭山市在住・ゆかりのある人物
- 政治（上記以外）
  - 清水宗徳（明治時代の政治家・実業家　埼玉県議会議員を経て自由党衆議院議員、川越鉄道創立委員、入間馬車鉄道社長）
  - 清水逸平（狭山市名誉市民。元衆議院議員、旧埼玉2区選出　民主自由党。入間川ゴム会長）
  - 遠藤三郎（旧大日本帝国陸軍軍人、元陸軍中将、平和運動家。市内に在住）
  - 矢島恒夫（元衆議院議員　旧埼玉2区・比例代表北関東ブロック選出　日本共産党所属）
  - 長谷川清（元参議院議員　比例代表選出　民社党・新進党・民主党所属　市内に在住）
  - 平山誠（元参議院議員　比例代表選出　みどりの風）
  - 増島徳（元飯能市長）
- 文学
  - 西沢正太郎（児童文学作家・市内出身）
  - 津村節子（作家・戦時中旧入間川町に疎開し、戦後もそのまま在住した）
  - 土家由岐雄（児童文学作家・市内に在住した）
  - 吉野弘（詩人・市内に在住した）
  - さねとうあきら（児童文学作家・市内に在住）
  - 大道珠貴（作家・市内に在住）
  - 青木淳悟（作家）
- 芸術
  - 池原昭治（画家・市内に在住）
  - 津森千里（ファッションデザイナー・市内出身[46]）
  - 栗原大輔（画家・指揮者・声楽家・市内に在住）
  - 小泉悠（ヴァイオリニスト）
  - 鈴木エドワード（建築家）
  - 荒木哲郎（アニメーション演出家・アニメーション監督）
  - 金山明博（アニメーター・市内に在住）
  - 風間健介（写真家・市内に在住）
- 芸能
  - 風間志織（映画監督）
  - 貴水博之（歌手）
  - 酒井法子（タレント・小学生時代を過ごす）
  - 首藤義勝（ミュージシャン・KEYTALKのベースボーカル）
  - 関口大輔（映画プロデューサー、ドラマプロデューサー）
  - 小田崎諒平（俳優）
  - 塚本信夫（俳優・市内に在住した）
  - 中島義実（俳優（子役））
  - 平山亨（テレビプロデューサー・市内に在住）
  - 細野晴臣（ミュージシャン・市内にあった米軍ハウス（通称：アメリカ村）に在住した[47]。）
  - 宮田愛理（女優）
  - 吉沢秋絵（女優）
  - りりィ（歌手・市内に在住し、長男JUON（ミュージシャン）を育てた）
  - ローラ（ファッションモデル・狭山市生まれ）
  - 麻田浩（シンガーソングライター、プロデューサー・市内にあった米軍ハウス（通称：アメリカ村）に在住した）
  - 小坂忠（歌手・市内にあった米軍ハウス（通称：アメリカ村）に在住した）
  - KINYA（タレント、市内に在住した）
  - だいたひかる（お笑い芸人、小学生時代を過ごす）
  - 晋平太（ラッパー）
  - 長沢美月（ファッションモデル・市内出身）
  - 浜田太一（ザ・ニュースペーパー）
  - こじま観光（お笑い芸人）
  - めいちゃん（歌手）
- アナウンサー
  - 塚田文（現在ニチエンプロダクション所属、元・山口放送）（元・西武ライオンズマスコットガール）（埼玉県立狭山清陵高等学校 卒業　堀兼地区東三ツ木在住）
  - 鏡和臣（NHKアナウンサー）
  - 加藤シルビア（TBSアナウンサー・狭山市生まれ）
- スポーツ
  - 河野友軌（元・プロ野球選手　横浜ベイスターズ）
  - 原田慎太郎（サッカー選手）
  - 平原康多（競輪選手）※15歳(中学3年生)以降。
- その他
  - 高篠静雄（ウォークマン開発者）
  - 内野二朗（キョードー・グループ創立者）
  - 池田邦吉（ノストラダムス研究家・市内に在住）
  - 前原タケル（漫画家・市内に在住）

## 特産
いわしふりかけ「さやま」
通称「さやまふりかけ」。1979年、子供のカルシウム不足問題を解消するため、当時の市長町田佐一が自ら考案（町田は旧制東京農業大学出身で、農芸化学を専門としていた）し、丸美屋食品工業と共同開発・商品化したふりかけ。いわしを利用したもの。市内小中学校の給食時の献立に使用。当時余剰政府米が盛んに学校給食に利用され、パンに代わって米飯が給食の主流となる中、一時は周辺市町村の学校給食の献立にも採用されていた。狭山市役所のほか市内のスーパーマーケット・茶店・農協等で販売し、一般にも流通した。現在も給食で出されており、また販売もされている。ただし、ローカル商品のため、市外での流通・販売はほとんどない。
狭山抹茶「明松」（みょうしょう）
1990年、「さやま大茶会」開催に合わせ、狭山市において新たに商品化された抹茶。
「さやまっ茶プリン」
狭山市内の小中学校の給食に出されている。

## 狭山市に本拠を置くスポーツ
- 狭山セコムラガッツ（ジャパンラグビーリーグワン）
- ちふれASエルフェン埼玉（WEリーグ）
- Honda硬式野球部（2022年に寄居町・小川町に登録を移転）
- 鷺宮製作所狭山硬式野球部（2002年に解散）
- ホンダルミノッソ狭山FC（2011年に解散）

## 狭山市を舞台にした作品
- ドラマ
  - 「さわやか3組」 - NHK教育テレビで放映されている、小学3・4年生向けの学校教育（教科は道徳）ドラマ。狭山市立南小学校が1999年度放送分の舞台となった（2006年再放送）。
- 映画
  - 「そうして私たちはプールに金魚を、」 - 狭山市内の中学校で実際に起きた事件を元にしている短編映画。
- 漫画
  - 「椿ナイトクラブ」 - 入曽駅付近がモデルとなっている。
  - 「勝利の女神だって野球したい!」